# Scipione Breislak

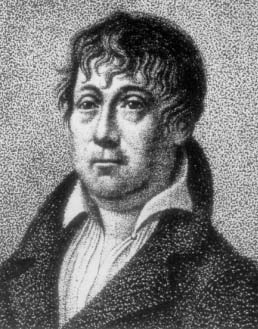
Scipione Breislak

Scipione Breislak (* 16. August 1750 in Rom; † 15. Februar 1826 in Mailand) war ein italienischer Geologe schwedischer Herkunft und seit 1767 Mitglied des Piaristenordens.

## Leben
Scipione Breislak studierte Philosophie und Theologie und unterrichtete Mathematik und Philosophie in Ragusa, in Rom Physik am Collegio Nazareno, am Seminar für Philosophie in Nola und an der Militärakademie in Neapel.
Insbesondere beschäftigte er sich mit Mineralogie und Geologie, wie den vulkanischen Böden von Kampanien. Hierzu veröffentlichte er 1798 sein wichtiges Werk „Topografia fisica della Campania“.
Auf einer Reise nach Neapel und Frankreich trat er mit Georges Cuvier, Antoine François de Fourcroy und Jean-Antoine Chaptal in Kontakt. Nach seiner Rückkehr war er lange Zeit Direktor einer Alaunsiederei bei Neapel, in dessen Umgebung, besonders bei Pozzuoli und Solfatara, er geologische Untersuchungen durchführte. Später lebte er in Rom und Paris, bis ihn Napoléon Bonaparte zum Inspektor der Salpeter- und Pulverfabrikation im Königreich Italien ernannte.
1823 wurde er zum Fellow der Royal Society of Edinburgh gewählt.

## Als Namensgeber
Der erste in Italien gefundene Dinosaurier, Scipionyx, wurde 1998 nach ihm benannt, da Breislak die erste wissenschaftliche Beschreibung der Kalksteinablagerungen veröffentlicht hatte, in denen später die hervorragend erhaltenen Fossilien dieser Gattung gefunden wurden. Nach ihm sind ferner ein Mondkrater (Breislak) und ein Mineral (Breislakit alias Ilvait) benannt.

## Werke (Auswahl)
- Topografia fisica della Campania, Florenz, 1798.
- Introduzione alla geologia, Mailand, 1811 (Französisch 1819, deutsch von Friedrich Karl von Strombeck 1819).
- Institutions géologiques, Mailand 1818 = Traité sur la structure extérieure du globe, Paris 1822.
- Descrizione geologica della provincia di Milano, 1822.